# Arachnothera clarae
El arañero caricalvo (Arachnothera clarae) es una especie de ave paseriforme de la familia Nectariniidae.

## Distribución geográfica yhábitat
Es endémica de las Filipinas. Su hábitat natural son los bosques húmedos de tierras bajas.

## Descripción
Son pájaros muy pequeños que se alimentan abundantemente de néctar, aunque también atrapan insectos, especialmente cuando alimentan sus crías. El vuelo con sus alas cortas es rápido y directo.

## Subespecies
Se reconocen las siguientes subespecies:
- A. clarae clarae Blasius, W, 1890 - este de Mindanao (sudeste de Filipinas)
- A. clarae luzonensis Alcasid & Gonzales, 1968 - Luzón (norte de Filipinas)
- A. clarae malindangensis Rand & Rabor, 1957 - oeste de Mindanao y Basilan (sur de Filipinas)
- A. clarae philippensis (Steere, 1890) - Sámar, Bilirán y Leyte (este-centro de Filipinas)